# Alt Schwerin
Alt Schwerin är en kommun och ort i Landkreis Mecklenburgische Seenplatte i förbundslandet Mecklenburg-Vorpommern i Tyskland.
Kommunen ingår i kommunalförbundet Amt Malchow tillsammans med kommunerna Fünfseen, Göhren-Lebbin, Malchow, Nossentiner Hütte, Penkow, Silz, Walow och Zislow.